# Punta Pacífica

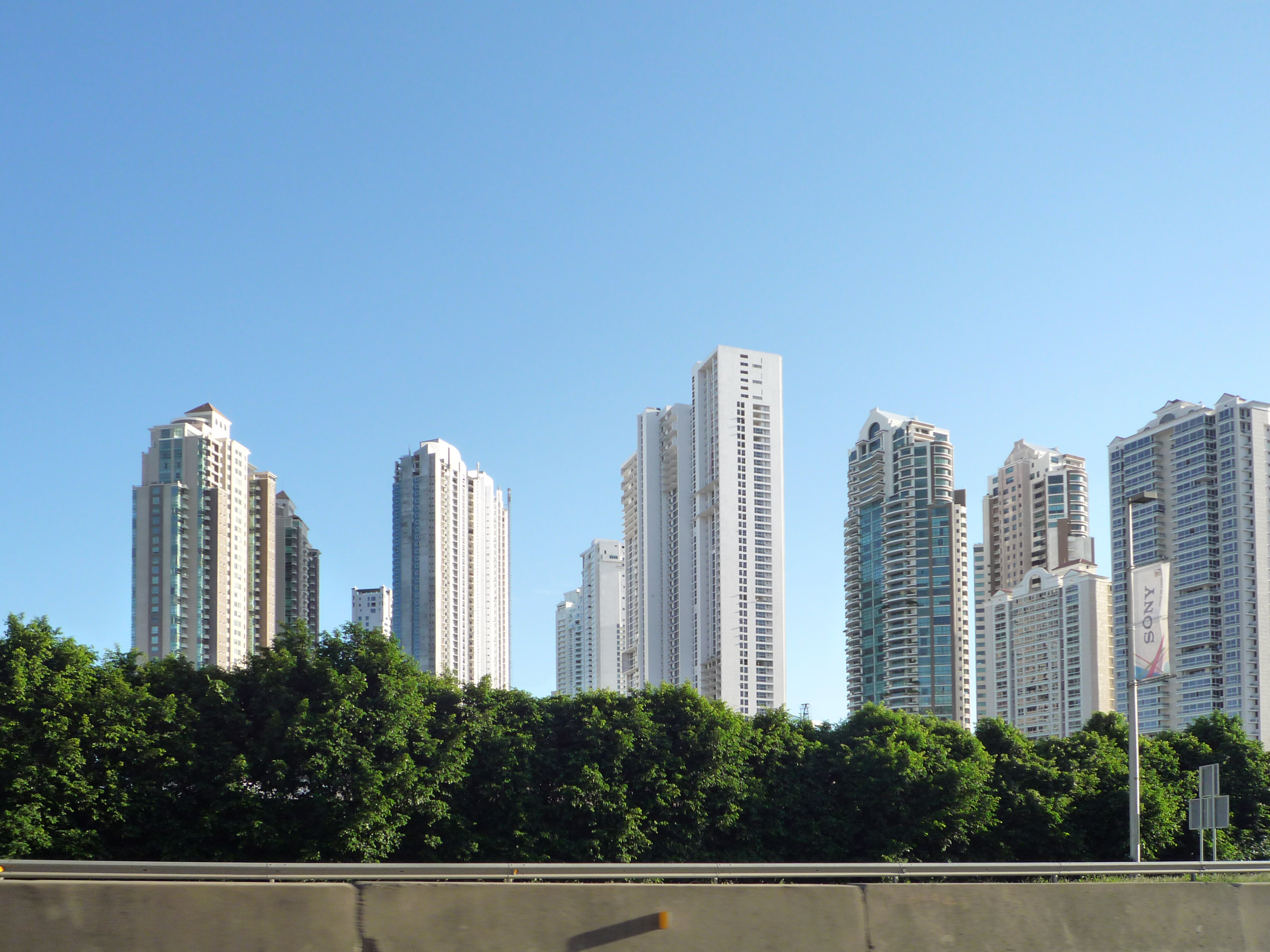
Punta Pacífica, desde o Corredor Sul.

Punta Pacífica é um setor criado por aterramento marítimo, uma zona residencial situada no corregimento de San Francisco, na Cidade do Panamá, no Panamá. É de construção recente e fica no centro da cidade, frente do Oceano Pacífico, a apenas 15 minutos de Aeroporto Internacional Tocumen, próxima do distrito financeiro, se caracteriza por seu grande desenvolvimento imobiliário. Nesta zona está localizado o centro comercial Multiplaza Pacific. Punta Pacífica tem acesso ao Corredor Sul, é uma das zonas mais exclusivas da cidade, é uma das áreas residenciais más exclusivas de Panamá. Construiu-se um hospital do mais avançado (com a afiliação do Hospital Johns Hopkins Memorial, o único hospital de América Central em colaboração com Johns Hopkins Medicine International) nesta área e também um centro comercial de grande escala. Conta com excelentes escolas privadas, muitas lojas, supermercados e qualquer outra comodidade que se pode imaginar.